# 348 (tal)
348 är det naturliga talet som följer 347 och som följs av 349.

## Inom vetenskapen
- 348 May, en asteroid.

## Inom matematiken
- 348 är ett jämnt tal
- 348 är ett sammansatt tal
- 348 är ett ymnigt tal